# Silva (Barcelos)
Silva is een plaats (freguesia) in de Portugese gemeente Barcelos en telt 998 inwoners (2001).

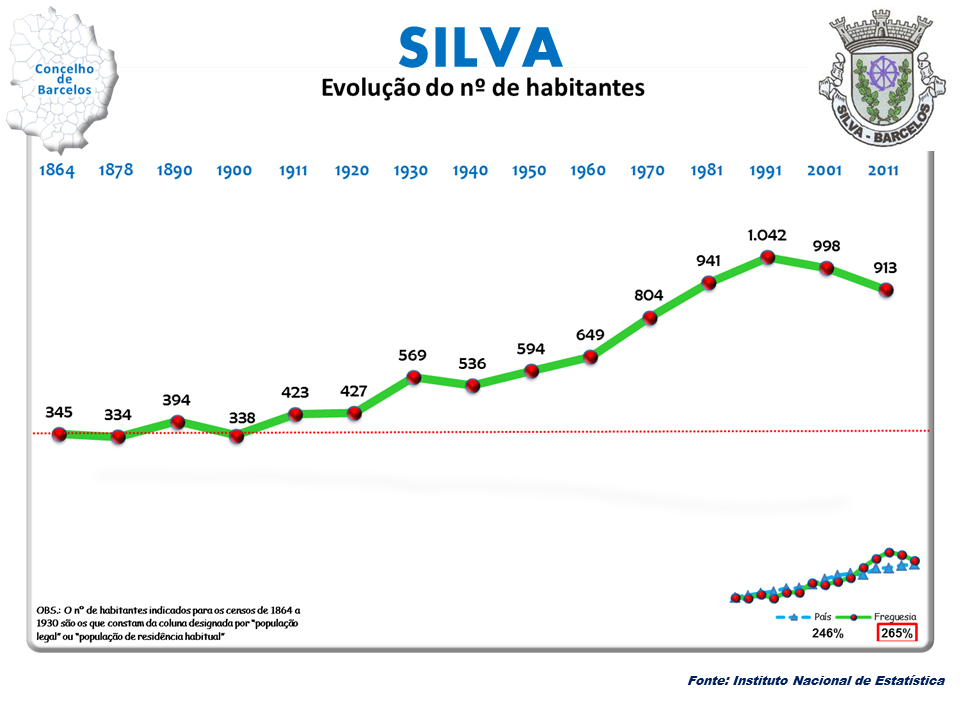
Bevolkingsontwikkeling tussen 1864 en 2011